# Corocotta

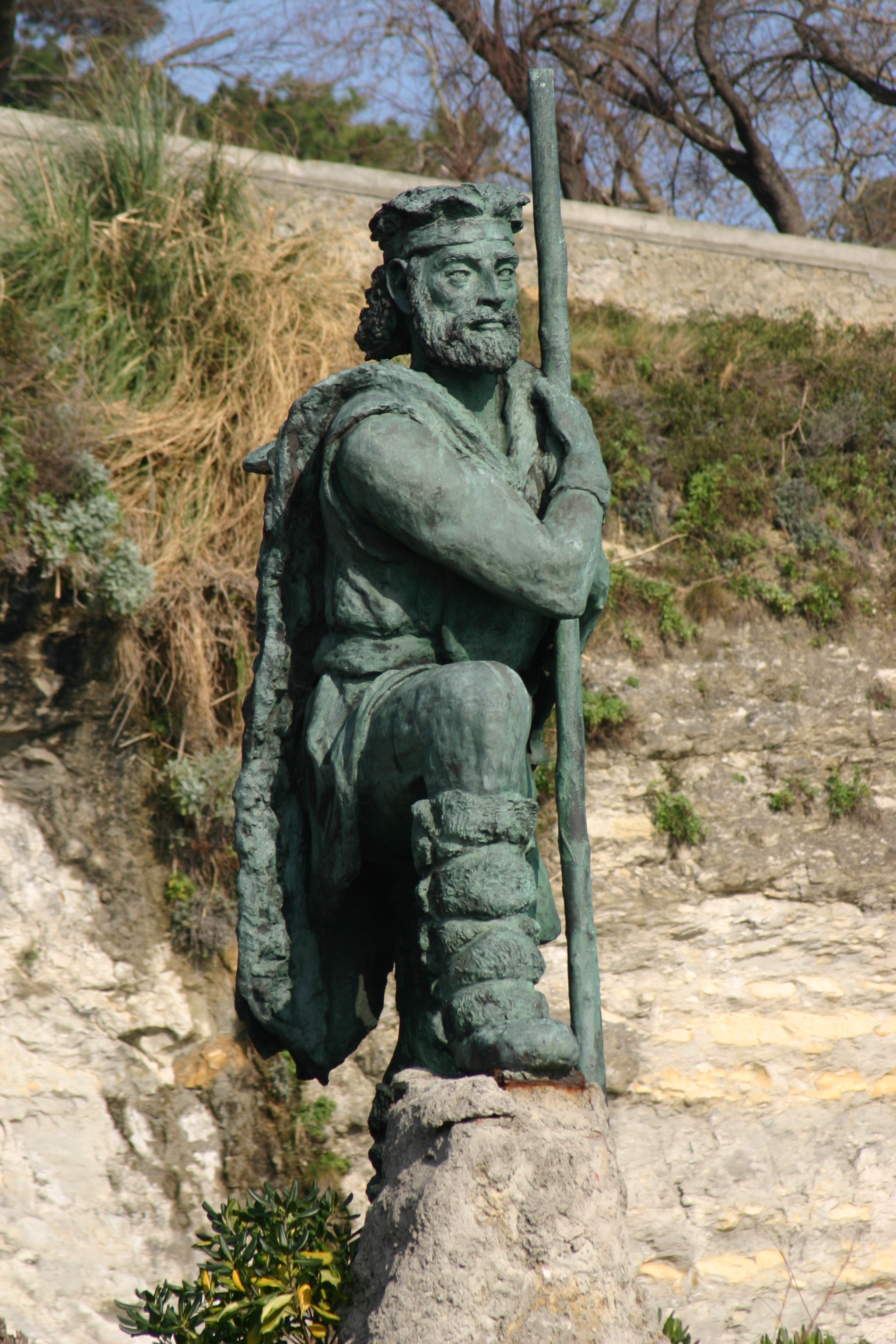

Corocotta (1ste eeuw v.Chr.) was, hangt af van het standpunt, volgens de Cantabri, een volksheld, een vrijheistrijder, volgens de Romeinen, een schurk. Hij had een zodanige reputatie opgebouwd dat hij werd vergeleken met het monster Crocotta.
Corocotta was een verzetsstrijder tijdens de Cantabrische Oorlogen (29-19 v.Chr.). Keizer Augustus loofde een premie uit van een miljoen sesterces (volgens Lucius Cassius Dio) voor hij die hem kon uitleveren. Volgens de legende gaf Corocotta zichzelf aan om het geld te kunnen opstrijken. Keizer Augustus had een grote bewondering voor deze daad.